# Zaryn Dentzel
Zaryn Dentzel (nascut el 8 de juny de 1983) és el fundador i chairman de Tuenti, la més gran xarxa social d'Espanya amb 8 milions d'usuaris.

## Biografia
Dentzel és originari de Santa Barbara, Califòrnia. L'any 1998 va arribar per primera vegada a Espanya com a estudiant d'intercanvi. Va canviar Califòrnia per la localitat extremenya de Cabeza del Buey, on va aprendre a parlar castellà i es va endinsar completament en la cultura espanyola.
Després de cinc mesos a Espanya, va tornar a Califòrnia, va acabar l'institut, va començar la Universitat i, als 21 anys, va co-crear la xarxa social Essembly. El 2006 va tornar a Espanya per estudiar Literatura espanyola i Relacions internacionals i va començar a introduir-se al món de les xarxes socials espanyoles, on juntament amb Félix, Joaquín, Adeyemi i Kenny es va posar a treballar en el qual avui dia és Tuenti.
Des de llavors, Dentzel s'ha convertit en un dels joves emprenedors més rics i més famosos d'Espanya, gràcies a l'èxit i el ràpid creixement del Tuenti. Ha estat destacat àmpliament en els mitjans de comunicació espanyols i recentment ha revelat la seva ambició de “canviar la manera de consumir informació a Espanya” i aconseguir que tots els espanyols tinguin Tuenti. Tuenti va ser adquirit pel gegant de les telecomunicacions espanyol Telefonica el 4 d'agost de 2010, per un total de 70 milions d'euros, tot i que Zaryn encara continua en l'empresa en qualitat de director general. Aquest mateix any va participar en la primera edició del Fòrum Impulsa com a ponent. Zaryn actualment és solter i viu a Madrid, on Tuenti té la seva oficina central, no gaire lluny del Parlament.